# Дантес, Жорж Шарль
Жорж Шарль Данте́с (правильнее — д’Анте́с), барон, после усыновления носил фамилию барона Ге́ккерн (фр. Georges Charles de Heeckeren d'Anthès, в российских документах — барон Гео́рг Карл де Геккере́н; 5 февраля 1812, Кольмар, Верхний Рейн, Французская империя — 2 ноября 1895, Зульц-Оберэльзас, Эльзас-Лотарингия, Германская империя) — французский офицер-кавалергард, монархист, по вероисповеданию католик. В 1830-е годы служил в России в Кавалергардском полку. Приёмный сын голландского дипломата Луи Геккерна. Был женат (с 10 января 1837 года) на Екатерине Николаевне Гончаровой (старшей сестре Н. Н. Пушкиной). Известен прежде всего как человек, смертельно ранивший на дуэли А. С. Пушкина. После дуэли был лишён чинов и выслан из России. Впоследствии занимался политикой, был сенатором Второй империи.

## Семья. Первые годы
Семья д’Антесов, по словам внука Жоржа Шарля, Луи Метмана, происходила с острова Готланд, то есть имела шведское происхождение. Первое упоминание об Антесах датируется 1529 годом, когда они уже поселились в Вайнхайме, где несколько членов семьи исполняли обязанности бургомистров. Имение в Сульсе приобрёл Жан-Анри Антес (1670—1733), фабрикант, владелец доменных печей и серебряных рудников, возведённый в дворянское достоинство в 1731 году. С этого времени к их фамилии прибавилась приставка de, и они стали именоваться баронами д’Антес.
Жорж Шарль родился в Сульсе, он был третьим ребёнком барона Жозефа-Конрада д’Антеса и его супруги графини Марии-Анны Гацфельдт. Отец Жоржа, бывший офицер Немецкого королевского полка, в 1823—1829 годах был членом палаты депутатов и придерживался легитимистских взглядов.
Начальное образование Дантес получил в Эльзасе, впоследствии учился в парижском Бурбонском лицее (но неизвестно, закончил ли его). Некоторое время Жорж учился в Сен-Сирской военной школе, откуда был исключён вскоре после Июльской революции за верность Бурбонам (по другим данным, через десять месяцев обучения, не желая служить Луи-Филиппу, покинул школу по собственному желанию).
По словам Луи Метмана, Дантес некоторое время «считался в числе партизан, собравшихся в Вандее вокруг герцогини Беррийской», но ничего конкретного об участии деда в восстании не сообщает. Несколько лет Дантес жил в Сульсе, у отца, но финансовое положение того после Июльской революции осложнилось, и Дантес решил поступить на военную службу.

## Начало службы. Приезд в Россию
Первоначально Дантес поступил на военную службу в Пруссии и пользовался покровительством принца Вильгельма Прусского, однако получил всего лишь звание унтер-офицера. По совету принца и с его рекомендательным письмом, адресованным генерал-лейтенанту В. Ф. Адлербергу, уехал в Россию. По другим данным, имел рекомендацию герцогини Беррийской Николаю I. Когда Дантес прибыл на службу в Россию, он придумал о себе легенду, будто по свержении Бурбонов во Франции (1830) участвовал в вандейском восстании (1832), поднятом герцогиней Беррийской. О ложности этой версии рассказывал А. И. Тургенев в письме к князю П. А. Вяземскому от 14 (26) августа 1837 года. Адлерберг через И. О. Сухозанета нашёл профессоров, которые подготовили Дантеса к офицерскому экзамену. Дантес поступил в гвардию, сдав все предметы, кроме русской словесности, уставов и военного судопроизводства. Зачислен корнетом высочайшим приказом от 8 февраля 1834 года в Кавалергардский полк. По утверждению А. Н. Аммосова, «императрице было угодно, чтобы Дантес служил в её полку» и «во внимание к его бедности, государь назначил ему от себя ежегодное негласное пособие». 28 января 1836 года был произведён в поручики Кавалергардского полка. Был введён в светское общество Петербурга бароном Луи Геккерном, находившимся в Петербурге в качестве полномочного министра (посланника) нидерландского двора. Дантес и Геккерн прибыли в Петербург одновременно, обстоятельства их знакомства неизвестны. А. П. Арапова пишет, что Дантес заболел по дороге в Россию, и Геккерн, остановившийся в той же гостинице, был «растроган видом страдающего юноши» и более не отходил от него. Насколько верен этот рассказ, установить не представляется возможным. Метман ничего не сообщает о первой встрече Дантеса и Геккерна. Его манера держать себя, дерзость, которую ему прощали «как иностранцу» (Трубецкой), шутки и каламбуры сделали ему репутацию в высшем свете. Поначалу, по свидетельству Соболевского, нравился Дантес и Пушкину.

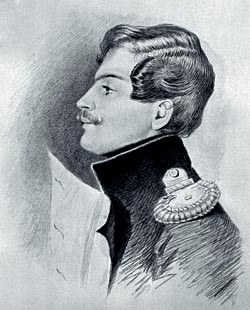
Барон д’Антес в 1830-е годы. Портрет Т. Райта

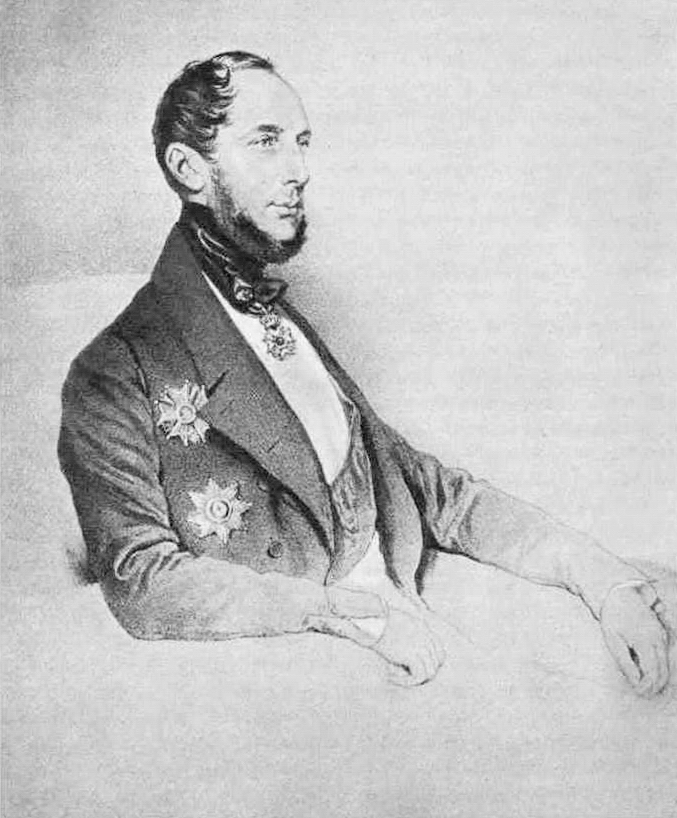
Барон Луи де Геккерн. Портрет работы Й. Крихубера

Впоследствии, в 1836 году, барон Геккерн усыновил Дантеса. Мать последнего умерла в 1832 году, но был жив его отец, который «с благодарностью принял это совершенно необычное предложение». 15 июня 1836 года последовал высочайший указ о разрешении «поручику барону Дантесу именоваться бароном Геккереном». Усыновление было официально признано в России. Разрешением короля Нидерландов и Высшего совета знати в мае 1836 года Дантесу было предоставлено голландское подданство, он был включён в голландское дворянство и получил возможность носить фамилию Геккерна. Впоследствии оказалось, что по формальным основаниям голландского подданства он не получил, хотя голландским дворянином остался. Геккерн как усыновитель не соответствовал требованиям законов страны: ему было менее 50 лет, его знакомство с Дантесом продолжалось всего 3 года. К тому же усыновляемый должен был быть несовершеннолетним. Но даже если бы согласие на усыновление было получено, его оглашение должно было состояться не ранее, чем через год, то есть 5 мая 1837 года. Это усыновление удивило светский Петербург, многие считали Дантеса дальним родственником или даже побочным сыном Геккерна. П. Е. Щёголев, изучив родословную Дантеса, доказал, что родства между ними не существовало. Отсутствуют и факты, подтверждающие, что он побочный сын Геккерна, как предполагали в обществе. Некоторые из исследователей считают (в том числе опираясь на слова друзей Дантеса, таких, как князь А. В. Трубецкой), что барон и Дантес находились в гомосексуальной связи.
«За Дантесом водились шалости, — констатировал князь Трубецкой, — но совершенно невинные и свойственные молодёжи, кроме одной, о которой мы, впрочем, узнали гораздо позже. Не знаю, как сказать: он ли жил с Геккерном или Геккерн жил с ним… Судя по всему, в сношениях с Геккерном он играл только пассивную роль». Издатель переписки Дантеса и Геккерна С. Витале считает, что Геккерн был гомосексуалом, а его отношение к Дантесу определяет как отцовское.
Тем не менее внешность обеспечила Дантесу успех у женщин, они «буквально вырывали его друг у друга», длительное время он был любовником одной из петербургских дам, в переписке между Геккерном и Дантесом она именовалась Супругой. Отношения между Дантесом и этой женщиной прекратились к началу 1836 года.
Согласно опубликованным в 1863 году воспоминаниям секунданта Пушкина К. К. Данзаса, записанным Аммосовым, Дантес имел «какую-то врождённую способность нравиться всем с первого взгляда <…> пользовался очень хорошей репутацией и заслуживал её вполне, если не ставить ему в упрёк фатовство и слабость хвастать своими успехами у женщин»; Данзас также утверждал, что Дантес был обязан началом своих успехов в России графине Дарье Фикельмон, к которой имел также рекомендательное письмо. Согласно сообщению Данзаса, Фикельмон представила его императрице Александре Фёдоровне. Вместе с тем, публикатор петербургской части (1829—1837) дневника Фикельмон С. Мрочковская-Балашова отмечает, что имя Геккерна в записях графини появляется не раз, однако Дантес упоминается только в связи с дуэлью Пушкина. В. М. Фридкин, посетивший родовой дом д’Антесов в Сульсе в 1978 году, получил от местного общества любителей истории справку, в которой указано, что начать карьеру в Петербурге Жоржу Дантесу помог его дядя по матери, граф фон Гатцфельд.

## Дуэль с Пушкиным. Выдворение из России

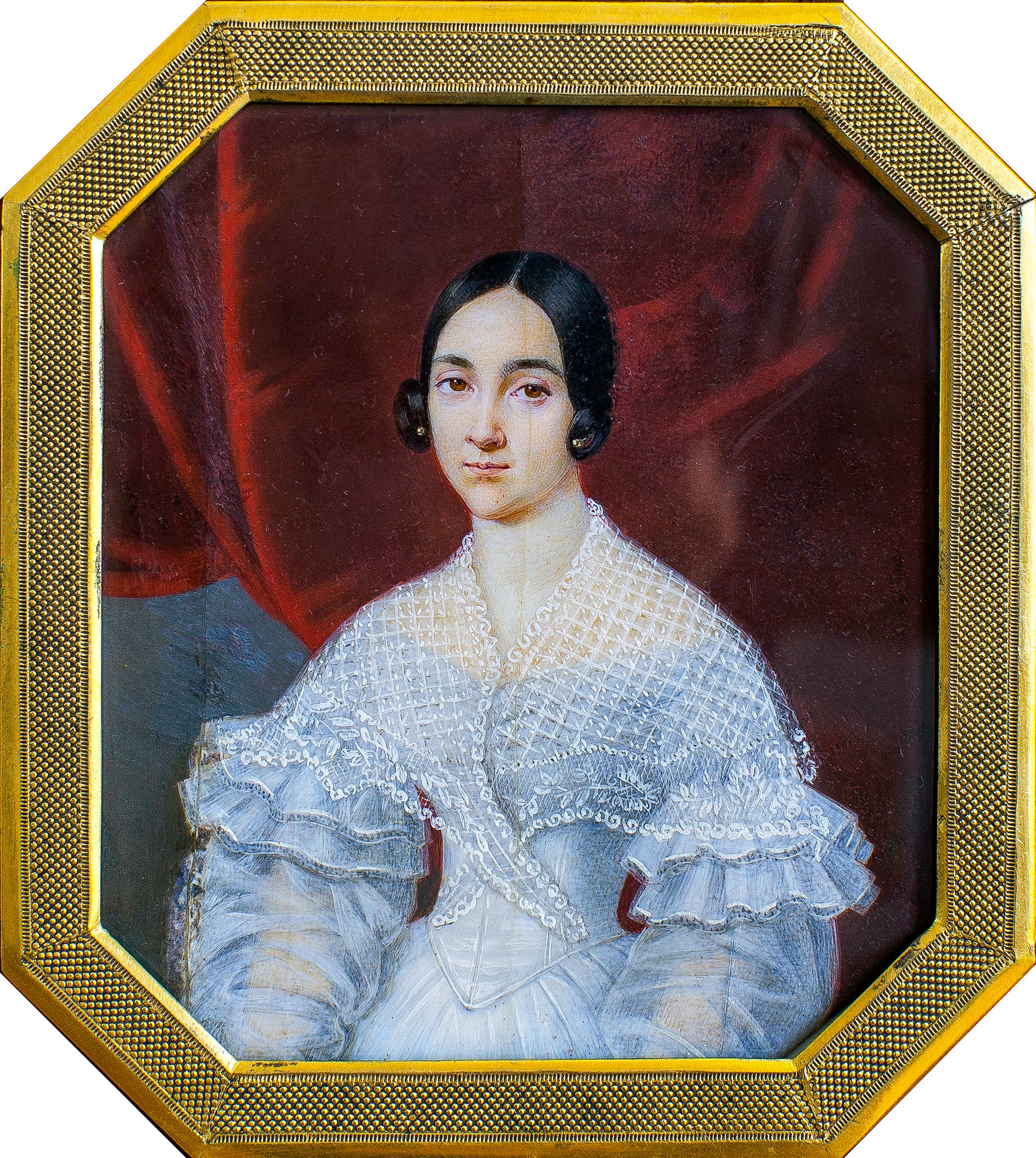
Баронесса Екатерина Геккерн, урождённая Гончарова. Портрет работы Ж.-Б. Сабатье. 1838 г. Париж.

В 1835 году в Аничковом дворце Дантес познакомился с женой Пушкина Натальей Николаевной. 4 (16) ноября 1836 года городская почта доставила Пушкину и нескольким его друзьям анонимный пасквиль, который присваивал Пушкину «диплом рогоносца»; в дипломе содержался косвенный намёк на внимание к Н. Н. Пушкиной не только Дантеса, но и царя. Александр Сергеевич счёл письмо исходящим от Геккерна-отца (до сих пор неизвестно, был ли он прав; во всяком случае доказано, что сохранившиеся экземпляры написаны не Геккерном и не Дантесом; существует также предположение, что «диплом» исходил от недоброжелателей Дантеса) и немедленно послал Дантесу немотивированный вызов на дуэль. Геккерн, получивший вызов (Дантес дежурил в казарме), попросил отсрочку на сутки, а потом — на две недели, на что Пушкин согласился. Н. Н. Пушкина, узнав о вызове, связалась с Жуковским, и тот, вместе с её тёткой Е. И. Загряжской, начал переговоры с Пушкиным и Геккернами. Жуковский пытался убедить поэта отказаться от дуэли, на что тот не соглашался. Однако через неделю после вызова Жорж Дантес заявил, что собирался жениться на свояченице поэта Екатерине Гончаровой — сестре Натальи Николаевны. Пушкин был вынужден отозвать свой вызов, поскольку лишь при таком условии Дантес выражал готовность сделать предложение Екатерине. Свадьба состоялась 10 января 1837 года. Впоследствии Екатерина Гончарова, ставшая баронессой Геккерн, родила мужу четверых детей и умерла после родов в 1843 году.
Однако после свадьбы конфликт между Пушкиным и Геккернами не был исчерпан, и вскоре после брака Дантеса с Екатериной началось распространение в свете слухов и шуток («казарменных каламбуров») по адресу Пушкина и его семьи. Вероятно, осенью-зимой 1836—1837 года произошло свидание Натальи Николаевны с Дантесом на квартире Идалии Полетики. О нём известно из рассказа Веры Вяземской в записи Бартенева и письма Густава Фризенгофа, мужа Александры Гончаровой, написанного им Араповой в 1887 году. Пушкина приехала к Полетике по её приглашению, та уехала из дому, оставив Наталью Николаевну наедине с Дантесом. Он вынул пистолет и грозил застрелиться, «если она не отдаст ему себя». Ситуацию разрешила дочь хозяйки, вошедшая в комнату, Наталья Николаевна тут же покинула дом Полетики.
26 января (7 февраля) 1837 года Пушкин отправил старшему Геккерну письмо (в своей основе сочинённое ещё во время первого конфликта в ноябре), где, чрезвычайно резко характеризуя как отца, так и приёмного сына, отказывал им от дома. В письме Пушкин, среди прочего, утверждал, что молодой Геккерн «malade de vérole» («болел сифилисом»), что было переведено в военно-судном деле о дуэли как «венерическою болезнию».
В результате, как позднее было установлено Военным судом, последовал вызов «бароном Егором де-Геккереном» Пушкина на дуэль. 27 января (8 февраля) под Петербургом состоялась дуэль, на которой Пушкин был смертельно ранен в живот (скончался 29 января). Ответным выстрелом Пушкин легко ранил Дантеса в правую руку.
Его убийца хладнокровно

Навёл удар… спасенья нет:

Пустое сердце бьётся ровно,

В руке не дрогнул пистолет.

И что за диво?.. Издалёка,

Подобный сотням беглецов,

На ловлю счастья и чинов

Заброшен к нам по воле рока.

Смеясь, он дерзко презирал

Земли чужой язык и нравы;

Не мог щадить он нашей славы,

Не мог понять в сей миг кровавый,

На что он руку поднимал!.. 
О произошедшей дуэли (согласно законам, тяжком преступлении) было доложено по военному начальству. 29 января 1837 года командующий Отдельным гвардейским корпусом (в состав корпуса входил Кавалергардский Её Величества полк, в котором состоял поручик барон Дантес-Геккерн) генерал-адъютант Карл Бистром, узнав о дуэли, донёс о ней императору. Николай распорядился:

…судить военным судом как Геккерена и Пушкина, так равно и всех прикосновенных к сему делу, с тем, что ежели между ними окажутся лица иностранные, то не делая им допросов и не включая в сентенцию Суда, представить об них особую записку, с означением токмо меры их прикосновенности.
Военный суд первой инстанции (полковой) приговорил в предварительном порядке Дантеса и пушкинского секунданта К. К. Данзаса к смертной казни через повешение — по законам времён Петра I. Приговор докладывался наверх по начальству; в итоге генерал-аудитором А. И. Ноинским 17 марта 1837 года была представлена императору окончательная редакция сентенции Военного суда.
В отношении Дантеса сентенцией Военного суда предлагалось «Геккерена, за вызов на дуэль и убийство на оной камер-юнкера Пушкина, лишив чинов и приобретённого им российского дворянского достоинства, написать в рядовые с определением на службу по назначению Инспекторского департамента», в отношении Пушкина — «по случаю его смерти предать забвению». Сентенция Военного суда 18 марта была сопровождена следующей высочайшей конфирмацией: «Быть по сему, но рядового Геккерена, как не русского подданного, выслать с жандармом за границу, отобрав офицерские патенты». Секундант Дантеса, его родственник и друг виконт д’Аршиак был отставлен и также вскоре покинул Россию, но в сентябре возвратился в Петербург и ещё два года служил во французском посольстве.
Смерть Пушкина вызвала волну поэтических откликов, один из первых и самый известный — стихотворение Лермонтова «Смерть поэта», распространявшееся по Петербургу в списках. Дантес изображён Лермонтовым как «заезжий авантюрист».
В 1930-е годы в среде советских пушкинистов возникло предположение, что перед дуэлью Дантес надел под мундир кольчугу или кирасу. В вину секунданту Пушкина Данзасу ставилось то, что он не осмотрел перед поединком Дантеса. Как позднее отмечала Я. Н. Левкович, не сохранилось никаких сведений об осмотре противников перед дуэлями, и даже попытка сделать его «могла поставить проверяющего в смешное положение» или привести к эскалации конфликта и дать повод для новой дуэли. Участник поединка не мог рисковать своим положением в обществе, используя средства защиты, любая случайность (например, лёгкое ранение) привела бы к открытию уловки, и обманщик бесповоротно становился отверженным.

## Сульс. Париж. Начало политической карьеры

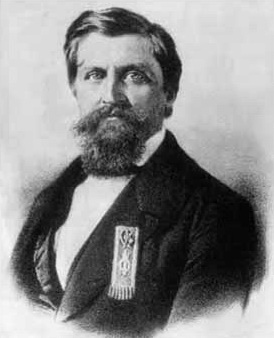
Барон Жорж Шарль де Геккерн (Дантес) — мэр Сульса. Ок. 1855

Первые годы после отъезда из России Дантес жил вместе с женой в Сульсе, в доме родного отца. В 1842 году Геккерн, пять лет пробывший в опале, был аккредитован при венском дворе. Он был холодно принят венским обществом (австрийское правительство в то время возглавлял Карл Людвиг Фикельмон, семья которого была дружна с Пушкиным, также в Вене в то время проживали свидетели петербургских событий). Тем не менее, Геккерн пригласил на зиму 1842—1843 года Дантеса с семьёй. Вероятно, он рассчитывал, что Дантес сделает карьеру при венском дворе, однако их ждала неудача, и Дантесы вернулись в Сульс. 22 сентября 1843 года Екатерина Николаевна родила долгожданного для обоих супругов сына, Луи-Жозефа. Через три недели, 15 октября, она умерла от послеродовой горячки. Дантес более не вступал в брак.
Все годы брака Дантес и Геккерн пытались получить в полном объёме годовое содержание Екатерины Николаевны (5000 рублей), которое обязался выплачивать глава гончаровского майората Дмитрий Николаевич, её старший брат. Письма Екатерины Николаевны полны просьб о выплате пособия, иногда к ним прикладывались скрупулёзные расчёты долгов. Однако Дантесы не нуждались, так как родной отец Жоржа был состоятельным, оказывал им постоянную материальную поддержку и Геккерн. В 1848 году Дантес начал судебный процесс против Гончаровых (и в ущерб интересам семьи Пушкина) о взыскании с них наследства покойной жены. Несколько раз по этому делу он обращался с письмами к Николаю I. В 1851 году император передал одно из прошений Дантеса шефу жандармов А. Ф. Орлову с целью «склонить братьев Гончаровых к миролюбивому с ним [Дантесом] соглашению». В 1858 году опека над детьми А. С. Пушкина приняла решение об отклонении претензии.
В 1843 году Дантес был избран членом Генерального совета департамента Верхний Рейн. Позднее был председателем Генерального совета и мэром. После свержения Луи-Филиппа в апреле 1848 года избран депутатом по округу Верхний Рейн-Кольмар — из двенадцати избранных получил наименьшее количество голосов. В начале революционных событий примыкал к Тьеру, по свидетельству госпожи Дон (фр. Euridyce Dosne), Дантес был частым гостем в доме последнего. В октябре 1848 года Тьер во время столкновения с депутатом Биксио посылал к тому двух секундантов — Пискатори и Дантеса, а в январе 1849 года, готовясь к дуэли с Улиссом Трела, он снова избрал Дантеса одним из своих секундантов (дуэль не состоялась). Как отмечала госпожа Дон в своём дневнике в связи с инцидентом с Биксио, Дантес «очень решительный человек».
В 1849 году Дантес был переизбран в Учредительное собрание. Накануне 2 декабря 1851 года Дантес явился к принцу-президенту Луи Наполеону от имени Фаллу и сообщил, что Фаллу считает возможным произвести переворот и предлагает Наполеону свою помощь. Тот любезно принял Дантеса и даже оставил его обедать, однако не раскрыл своему гостю, что переворот будет совершён через несколько часов. По свидетельству одного из соратников Наполеона, Дантес был «в ярости», когда узнал о том, что Наполеон не счёл нужным сообщить ему о перевороте.

## Вторая империя. Последние годы

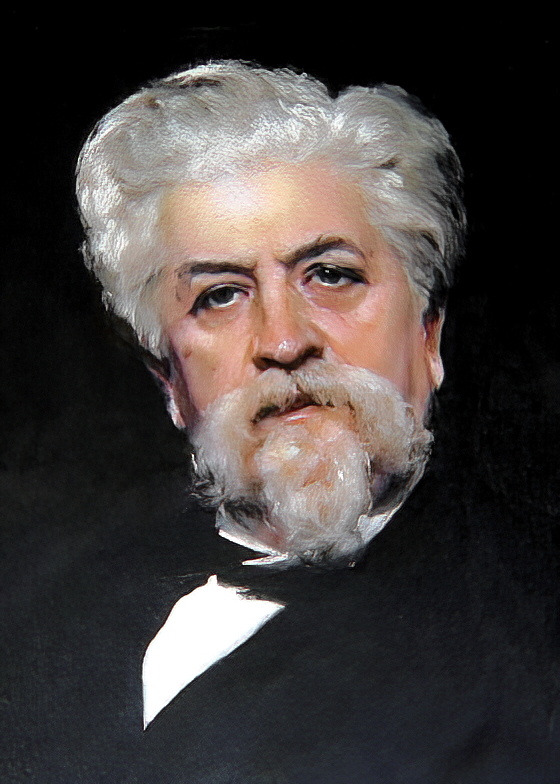
Барон Жорж Шарль де Геккерн (Дантес). Фрагмент портрета работы Каролюса-Дюрана. Ок. 1878

В мае 1852 года Наполеон III, желавший установить более близкие контакты с европейскими монархами, отправил Дантеса с неофициальным поручением к трём европейским монархам: российскому и австрийскому императорам и прусскому королю. Встреча Николая I и Дантеса состоялась в Потсдаме. Соглашаясь на аудиенцию, император приказал поставить Дантеса в известность, что он не примет его как официального представителя «вследствие решения военного суда, по которому он был удалён с императорской службы», но будет говорить с ним как с «бывшим офицером гвардии осуждённым и помилованным» (депеша канцлера Нессельроде послу в Париже Киселёву от 15 [27] мая 1852 года). Как пишет Алданов в очерке «Французская карьера Дантеса», имея в виду его встречу с Николаем I, «миссия не очень удалась». Однако, по мнению Н. Раевского, Дантес удачно справился с поручением Наполеона, об этом же пишут и Ободовская и Дементьев.
Принимая во внимание заслуги Дантеса, Наполеон III назначил его пожизненным сенатором. 12 августа 1863 года Дантес получил звание офицера Почётного легиона, 14 августа 1868 года был повышен в звании до командора. Революция 14 сентября 1870 года, упразднившая Вторую империю, вынудила его вернуться к частной жизни.
Тем не менее, 22 марта 1871 года Дантес участвовал в контрреволюционной демонстрации офицеров-монархистов на Вандомской площади, вызванной революцией 18 марта.
После франко-прусской войны согласно Франкфуртскому договору избрал французское подданство. В дальнейшем проживал в Париже, Сульсе и Шиммеле (рядом с Вогезами) — в доме, который подарил Дантесам Луи Геккерн. И Сульс, и Шиммель после войны оказались на территории Германии.
Завершив свою службу, в 1875 году в Париж переехал Луи Геккерн. Как рассказывал сын Дантеса, отношения между младшими Дантесами и Геккерном были натянутыми, а «он меня [Луи-Жозефа] до того ненавидел, что даже лишил наследства». Луи Геккерн умер в Париже в возрасте 91 года.
Многие годы Дантес был связан с русским посольством в Париже и являлся его осведомителем: так, посол Киселёв писал канцлеру Нессельроде 28 мая 1852 года: «Господин Дантес думает, и я разделяю его мнение, что Президент (Луи-Наполеон) кончит тем, что провозгласит империю». Почти через тридцать лет, 1 (13) марта 1881 года, князь Орлов в шифрованной телеграмме министру иностранных дел передал следующее: «Барон Геккерн-Дантес сообщает сведение, полученное им из Женевы, как он полагает, из верного источника: женевские нигилисты утверждают, что большой удар будет нанесён в понедельник». Речь шла о покушении на Александра II.
По рассказу внука Дантеса, Луи Метмана, его дед «был вполне доволен своей судьбой и впоследствии не раз говорил, что только вынужденному из-за дуэли отъезду из России он обязан своей блестящей политической карьерой, что, не будь этого несчастного поединка, его ждало незавидное будущее командира полка где-нибудь в русской провинции с большой семьёй и недостаточными средствами».

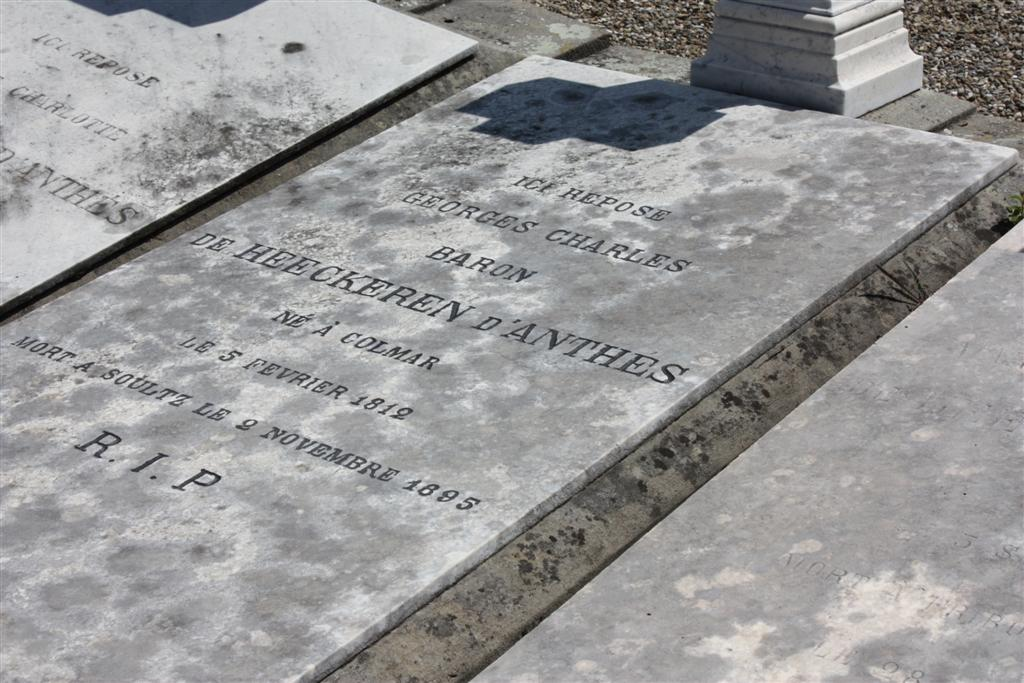
Могила барона Жоржа Геккерна (д’Антеса)

За десять лет до своей смерти Дантес переехал в Сульс. Он умер в своём поместье после продолжительной болезни, окружённый родными. Похоронен в Сульсе на семейном участке местного кладбища рядом с могилой жены. О его смерти было упоминание в Journal des débats, более подробные некрологи появились в Le Figaro и Le Temps, причём упоминалось, что Дантес убил на дуэли русского поэта Пушкина, и совсем не освещалась его политическая карьера.
В 1909—1910 годах в Париже увидели свет трёхтомные «Неопубликованные воспоминания о Наполеоне III» (Mémoires inédits sur Napoléon III) под псевдонимом Барон д’Амбес (Baron d’Ambés), авторство которых приписывают д’Антесу. Тем не менее Н. А. Раевский отмечал, что Дантес никогда не проявлял интереса к литературному труду и не читал — возможно, впрочем, что он надиктовал свои воспоминания секретарям, которые выполнили их литературную обработку.

## Публикация писем из архива Дантесов-Геккернов
Архив Дантесов-Геккернов многие годы был недоступен для пушкинистов. Лишь некоторые, тщательно отобранные документы предавались огласке.
В 1946 году Анри Труайя опубликовал два отрывка из писем из архива Дантеса, предоставленные его внуком. Письма от 20 января и 14 февраля 1836 года, написаны Дантесом Геккерну, находившемуся в то время за границей на лечении. В них Дантес сообщает о своей новой страсти. Предмет её — «самое прелестное создание в Петербурге» (дама не названа по имени, однако Дантес называет её «Леди Н. Н.», что совпадает с инициалами Натальи Гончаровой), муж этой женщины «бешено ревнив», но она любит Дантеса. В русском переводе М. А. Цявловского эти документы были впервые опубликованы в 1951 году.
В 1990-х годах итальянская исследовательница Серена Витале получила доступ к архиву правнука Дантеса — барона Клода де Геккерна, где хранились документы 1830—1840-х годов, в том числе письма Жоржа Дантеса, его жены Екатерины, его приёмного отца Геккерна (бумаги, относящиеся к более поздней эпохе, хранились у другого члена семьи, отказавшегося предоставить их для изучения). Витале перевела письма Дантеса (изобилующие пунктуационными и грамматическими ошибками) на итальянский и опубликовала выдержки из них в своей книге «Пуговица Пушкина». Среди бумаг, предоставленных Витале, нет письма Пушкина, которое повлекло за собой вызов на дуэль (известно по копии, сделанной Пушкиным). Как утверждали Клод де Геккерн и его жена, письмо хранилось у них, но потом затерялось.
Витале передала большую часть писем редакции российского журнала «Звезда», в котором были опубликованы в хронологической последовательности двадцать одно из двадцати пяти известных посланий Дантеса к Геккерну. Вероятно, эти письма перед переводом на русский были отредактированы Витале, так как их автор слабо владел литературным французским языком.

## Семья

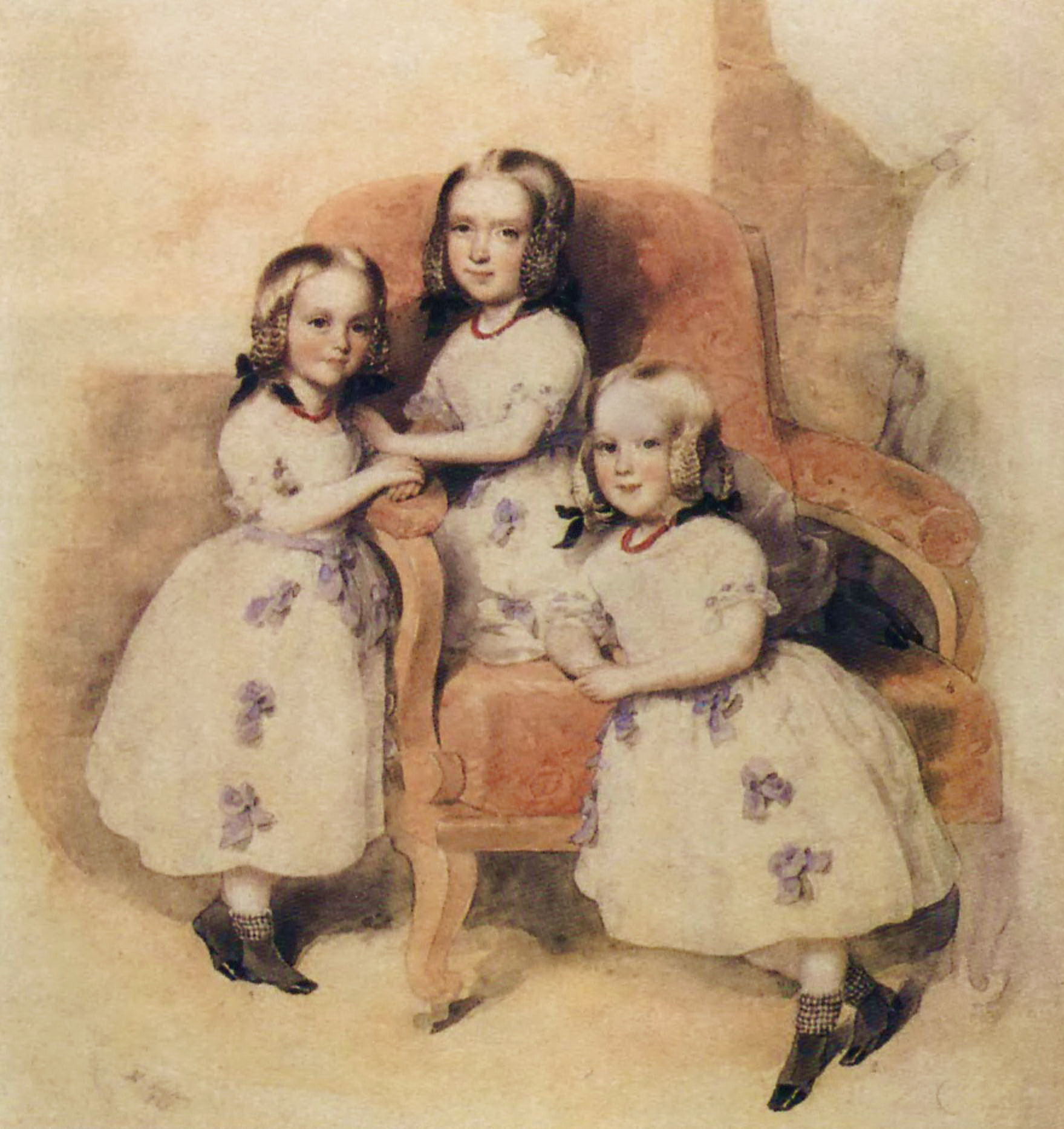
Леони, Матильда и Берта Геккерны. Акварель Леопольда Фишера. 1843

От брака с Е. Н. Гончаровой (1837) Дантес имел трёх дочерей и одного сына:
- Матильда-Евгения (19 октября 1837 — 29 января 1893) — с 1861 года супруга генерала Жана-Луи Метмана.
- Берта-Жозефина (5 апреля 1839 — 17 апреля 1908) — с 1864 года супруга Эдуарда, графа Вандаля (1813—1889).
- Леони-Шарлотта (3 апреля 1840 — 30 июня 1888) — умерла незамужней.
- Луи-Жозеф (22 сентября 1843 — 27 сентября 1902) — с 1883 года женат на Марии-Луизе-Виктории-Эмилии Шауэнбург-Люксембург.

После смерти матери (1843) детей воспитывала незамужняя сестра Дантеса Адель. Третья дочь Дантесов, Леони, была, по выражению её брата, «до мозга костей русской». Она самостоятельно выучила русский язык так, что «говорила и писала по-русски получше многих русских». Леони любила Россию и Пушкина, знала наизусть множество его произведений. Она прошла на дому курс Политехнической школы и, «по словам своих профессоров, была первой…». Известный пушкинист Александр Онегин, имевший в Париже встречу с Дантесом (1887) и знавший Леони, считал её необыкновенной девушкой. В одной из ссор с отцом она обвинила его в убийстве Пушкина. Возможно, напряжённые отношения в семье повлияли на помещение младшей дочери Дантеса в психиатрическую лечебницу.

## Память
Дантес стал персонажем романа «Последний платёж» (вероятный автор — Вячеслав Алексеевич Лебедев), продолжения «Графа Монте-Кристо» Александра Дюма (в этой книге Эдмон Дантес мстит ему за Пушкина).

## Комментарии
1. ↑  В некоторых российских документах его имя указывалось как «Егор» (см.: Дуэль Пушкина с Дантесом-Геккереном. Подлинное военно-судное дело 1837 г. — СПб., 1900.)
2. ↑  Луи Метман, оставил семейные воспоминания. По просьбе П. Щёголева он составил справку о своём деде, которую писатель использовал во второй части книги «Дуэль и смерть Пушкина»[3].
3. ↑  По утверждению отца, был зачислен в школу четвёртым по успеваемости, однако, возможно, список принятых составлялся в алфавитном порядке.
4. ↑  Формулировка «на вакансии» в высочайшем приказе означала, что повышение в чине состоялось в обычном порядке, а не за отличие по службе.
5. ↑  По предположению Н. А. Раевского письмо было от принца Вильгельма Прусского: семейство Хитрово-Тизенгаузен было близко знакомо с Фридрихом Вильгельмом III[26].
6. ↑  См. Вацуро В. и др. Пушкин в воспоминаниях современников. — 3-е изд., доп. — СПб. : Академический проект, 1998. — Т. 2. — С. 493.: «Несмотря на прекрасную осведомлённость о событиях, Д. Ф. о многом умалчивает, а многие факты передаёт неверно: ни слова не упоминает, что ей отчасти был обязан Дантес своим успехом в России».
7. ↑  Так в источнике, точно копирующем орфографию подлинных документов.
8. ↑  Судя по письмам Екатерины Николаевны её старшему брату, Дантесы бывали только у Фризенгофов: первая жена Густава Фризенгофа, Наталья Ивановна, была воспитанницей тёти Екатерины Николаевны, Софьи Ивановны де Местр. «Я совсем не бываю в большом свете, муж и я находим это скучным» (из письма Д. Н. Гончарову от 5 января 1843 г.)[46].
9. ↑  Редактор газеты «Насьональ», в то время министр общественных работ[фр.]
10. ↑  Из интервью, данного Луи-Жозефом газете «Новое время» (12 июня 1899 года)[62].